# Linea del tiempo de la historia de Tuvalu

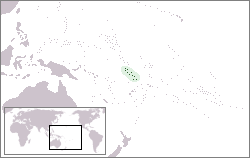
Ubicación de Tuvalu

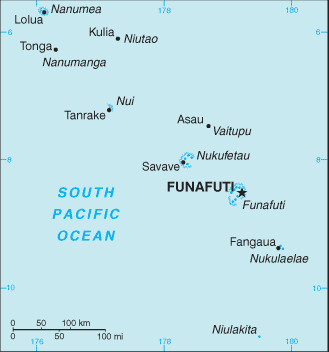
Mapa ampliable de Tuvalu

Esta línea del tiempo de la historia de Tuvalu enumera cronológicamente eventos importantes que ocurren dentro de los límites políticos actuales del estado insular de Tuvalu, ubicado en el Pacífico. Esta línea de tiempo es iniciada por las teorías sobre los orígenes del pueblo polinesio y la migración a través del Océano Pacífico para crear la Polinesia, que incluye las islas de Tuvalu.

## Teorías sobre los orígenes del pueblo polinesio
Los orígenes de la gente de Tuvalu se abordan en las teorías sobre la propagación de los humanos fuera del sudeste asiático, desde Taiwán, a través de la Melanesia y a través de las islas del Pacífico para crear Polinesia. Existe evidencia de un origen genético dual de los isleños del Pacífico en Asia y Melanesia, que resulta de un análisis de marcadores del cromosoma Y (NRY) y del ADN mitocondrial (ADNmt); Esta evidencia de ADN está respaldada por análisis lingüísticos. y evidencia arqueológica. También hay pruebas de que Fiyi desempeña un papel fundamental en la expansión de oeste a este dentro de la Polinesia.

## Cultura arqueológica lapita
En el registro arqueológico hay huellas bien definidas de esta expansión que permiten seguir y fechar con cierta certeza el camino que tomó. Se cree que aproximadamente hacia el 1400 a. C., " pueblos Lapita ", llamados así por su tradición alfarera, aparecieron en el archipiélago de Bismarck en el noroeste de Melanesia. Se considera que esta cultura se ha adaptado y evolucionado a través del tiempo y el espacio desde su aparición fuera de Taiwán.
En tan solo tres o cuatro siglos, aproximadamente entre 1300 y 900 a. C., la cultura arqueológica lapita se extendió 6.000 km más al este del archipiélago de Bismarck, hasta llegar a Fiyi, Tonga y Samoa . El área de Tonga, Fiyi y Samoa sirvió como puerta de entrada al resto de la región del Pacífico conocida como Polinesia.

## Asentamiento de Tuvalu y los valores atípicos de la Polinesia

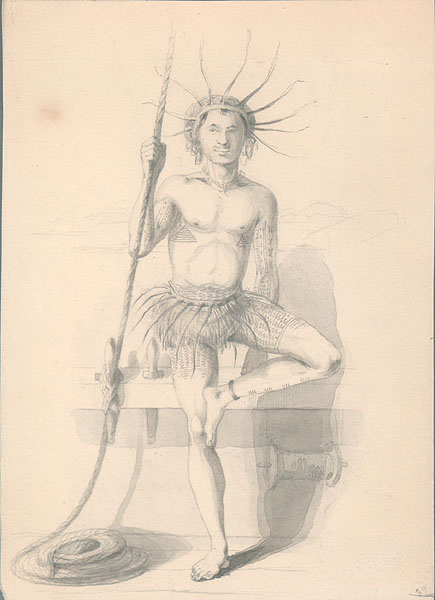
Hombre de Tuvalu en traje tradicional dibujado por Alfred Agate en 1841 durante la Expedición Exploradora de los Estados Unidos.

Durante los tiempos previos al contacto con Europa, había frecuentes viajes en canoa entre las islas, ya que se reconoce que las habilidades de navegación polinesias permitieron viajes deliberados en canoas de vela de doble casco o canoas con estabilizadores . Ocho de las nueve islas de Tuvalu estaban habitadas; por lo tanto, el nombre Tuvalu significa "8 juntos" en tuvaluano. El patrón de asentamiento que se cree que ocurrió es que los polinesios se extendieron desde las islas de Samoa hacia los atolones de Tuvalu, y Tuvalu proporcionó un trampolín para la migración hacia las comunidades polinesias de los atípicos en Melanesia y Micronesia.

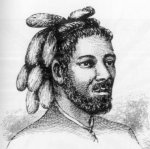
Un hombre del atolón de Nukufetau, 1841.

La mitología de Tuvalu en cuanto a sus antepasados se narra en historias que varían de una isla a otra. En Niutao, se entiende que sus antepasados vinieron de Samoa en el siglo XII o XIII. En Funafuti y Vaitupu, el antepasado fundador se describe como de Samoa ; Considerando que en Nanumea el antepasado fundador se describe como de Tonga ;  Estas historias se pueden vincular a lo que se sabe sobre la Confederación Tu'i Manu'a con sede en Samoa, gobernada por los poseedores del título Tui Manu'a, que probablemente incluía gran parte de la Polinesia Occidental y algunos valores atípicos. en el apogeo de su poder en los siglos X y XI. Se cree que Tuvalu fue visitado por tonganos a mediados del siglo XIII y estaba dentro de la esfera de influencia de Tonga.  Se discute el alcance de la influencia de la línea Tu'i Tonga de los reyes de Tonga y la existencia del Imperio Tu'i Tonga que se originó en el siglo X.
La historia oral de Niutao recuerda que en el siglo XV los guerreros tonganos fueron derrotados en una batalla en el arrecife de Niutao. Los guerreros tonganos también invadieron Niutao más tarde en el siglo XV y nuevamente fueron repelidos. Una tercera y cuarta invasión de tongano se produjo a finales del siglo XVI, nuevamente con la derrota de los tonganos. Tuvalu se encuentra en el límite occidental del Triángulo de la Polinesia, por lo que las islas del norte de Tuvalu, en particular Nui, tienen vínculos con los micronesios de Kiribati . La historia oral de Niutao también recuerda que durante el siglo XVII los guerreros invadieron las islas de Kiribati en dos ocasiones y fueron derrotados en batallas libradas en el arrecife.

### Prehistoria
| Fecha              | Evento |
| ------------------ | --- |
| 1101 al 1300 d. C. | Las tradiciones de la gente de Niutao, Funafuti y Vaitupu son que sus antepasados fundadores vinieron de Samoa en el siglo XII o XIII. Se entiende que la Confederación Tu'i Manu'a, gobernada por los poseedores del título Tu'i Manu'a, incluía gran parte de la Polinesia Occidental y algunos valores atípicos de la Polinesia . |
| 1201 al 1500 d. C. | La tradición de la gente de Nanumea es que sus antepasados fundadores vinieron de Tonga . El Imperio Tu'i Tonga gobernado por la línea Tu'i Tonga de reyes de Tonga estuvo en su apogeo durante este período. |
| 1401 al 1600 d. C. | La historia oral de Niutao recuerda dos invasiones de guerreros tonganos en el siglo XV, cuando los tonganos fueron repelidos. Una tercera y cuarta invasión de tonganos ocurrió a fines del siglo XVI, nuevamente con la derrota de los tonganos.                                                                                   |
| 1601-1700 d. C.    | La historia oral de Niutao recuerda dos invasiones de guerreros de las islas de Kiribati que fueron derrotados en batallas libradas en el arrecife. |

### 1568 hasta 1900
| Fecha                                 | Evento |
| ------------------------------------- | --- |
| 16 de enero de 1568                   | Álvaro de Mendaña de Neira de España avistó la isla de Nui, y la trazó como Isla de Jesús ("Isla de Jesús"). |
| 29 de agosto de 1595                  | Durante el segundo viaje de Mendaña a través del Pacífico pasó por Niulakita, isla a la que llamó La Solitaria . |
| 1764                                  | El capitán John Byron pasó por las islas de Tuvalu durante su circunnavegación del mundo como capitán del HMS <i id="mwsw">Dolphin</i> . |
| 5 de mayo de 1781                     | Francisco Mourelle de la Rúa pasó por delante de Niutao . |
| Mayo de 1819                          | Arent Schuyler de Peyster, capitán del Rebecca, avistó a Nukufetau y Funafuti, a los que llamó Isla de Ellice en honor a un político inglés, Edward Ellice, miembro del Parlamento de Coventry y propietario del cargamento del Rebecca. El nombre de Islas Ellice se utilizó posteriormente para todas las islas.                                                             |
| 1820                                  | El explorador ruso Mijail Lazarev visitó Nukufetau como comandante del Mirny . |
| Mayo 1824                             | Louis Isidore Duperrey, capitán de <i id="mwzQ">La Coquille</i>, pasó por delante de Nanumanga . |
| 14 de mayo de 1825                    | Una expedición holandesa (la fragata Maria Reigersberg ) encontró el atolón de Nui y nombró la isla principal (Fenua Tapu) como Nederlandsch Eiland . |
| 1841                                  | La Expedición Exploradora de los Estados Unidos dirigida por Charles Wilkes visitó Funafuti, Nukufetau y Vaitupu . |
| 1850                                  | John (también conocido como Jack) O'Brien fue el primer europeo en establecerse en las islas, se convirtió en comerciante en Funafuti . Se casó con Salai, la hija del jefe supremo de Funafuti. |
| 1861                                  | Elekana, un diácono cristiano de Manihiki en las Islas Cook, quedó atrapado en una tormenta en una canoa y estuvo a la deriva durante 8 semanas antes de aterrizar en Nukulaelae y comenzó a hacer proselitismo en la fe cristiana. |
| 1863                                  | Los " Blackbirders " atrajeron a unas 180 personas de Funafuti y unas 200 de Nukulaelae a bordo de barcos para transportarlas a trabajar para extraer los depósitos de guano en las islas Chincha en Perú; nunca regresaron a las islas. |
| 1865                                  | El Rev. AW Murray de la London Missionary Society llegó a las islas como el primer misionero europeo. El trabajo de esta sociedad misionera congregacionalista protestante dio como resultado la Iglesia Congregacional Cristiana de Tuvalu (Te Ekalesia Kelisiano Tuvalu). |
| 16 de febrero de 1882                 | Un tsunami golpeó a Nui . |
| 1883                                  | Un ciclón tropical azotó Funafuti destruyendo todos los edificios. |
| 1890                                  | Robert Louis Stevenson, su esposa Fanny Vandegrift Stevenson y su hijo Lloyd Osbourne visitaron las islas en el barco de vapor comercial Janet Nicoll . |
| 1891                                  | Un ciclón tropical azotó las islas. |
| Entre el 9 y el 16 de octubre de 1892 | Cada una de las islas Ellice fue declarada protectorado británico por el capitán Gibson del HMS <i id="mwARI">Curacao</i> . Las Islas Ellice fueron administradas como protectorado británico por un Comisionado Residente de 1892 a 1916 como parte de los Territorios Británicos del Pacífico Occidental (BWPT) por un Comisionado Residente con base en las Islas Gilbert . |
| 1894                                  | Un ciclón tropical azotó las islas. |
| 1896                                  | La Royal Society of London lleva a cabo la primera de tres expediciones a Funafuti para perforar la isla con el fin de investigar la formación de arrecifes de coral . Esta investigación siguió al trabajo sobre la estructura y distribución de los arrecifes de coral realizado por Charles Darwin en el Pacífico.                                                          |

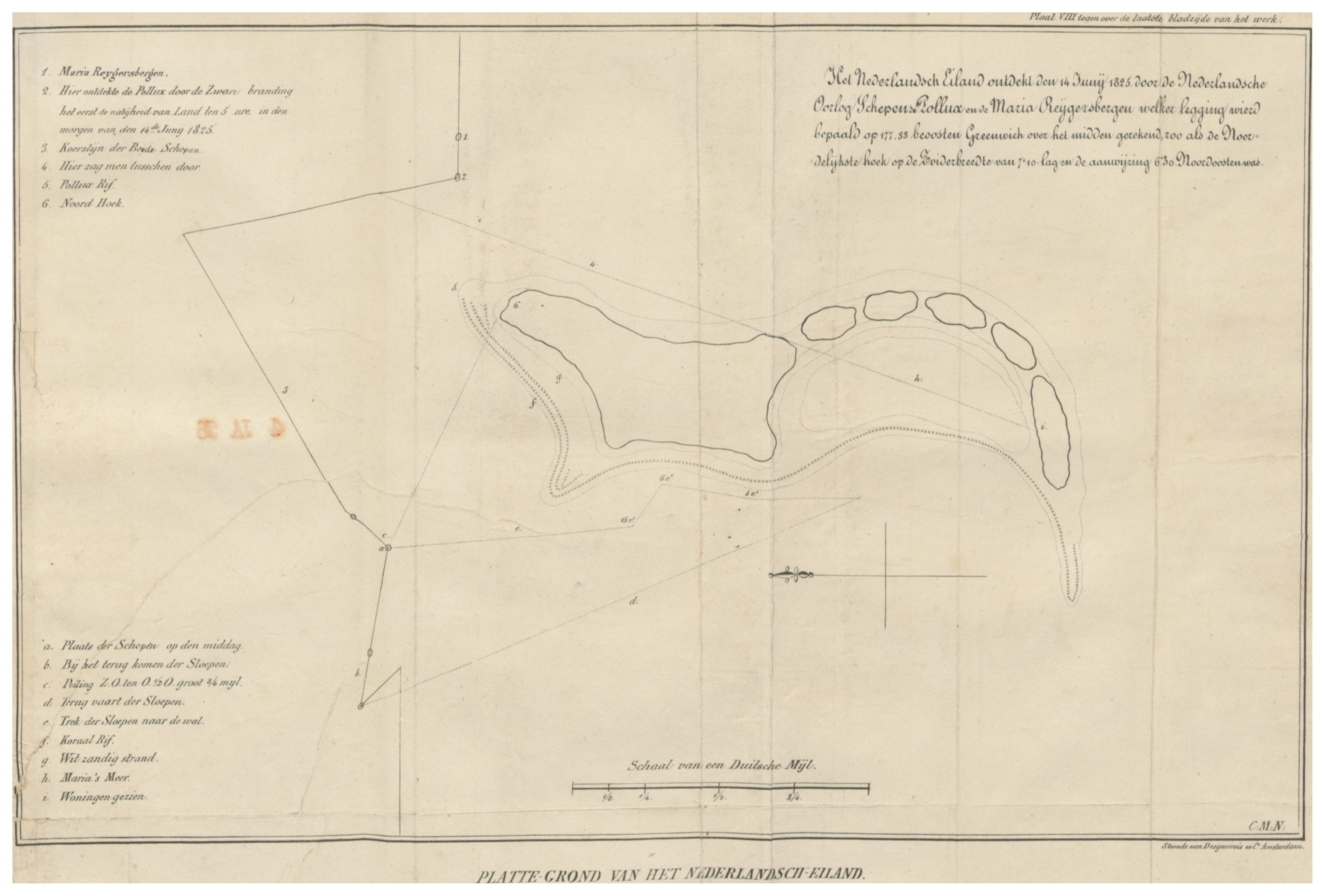
Mapa del atolón de Nui, realizado en junio de 1825
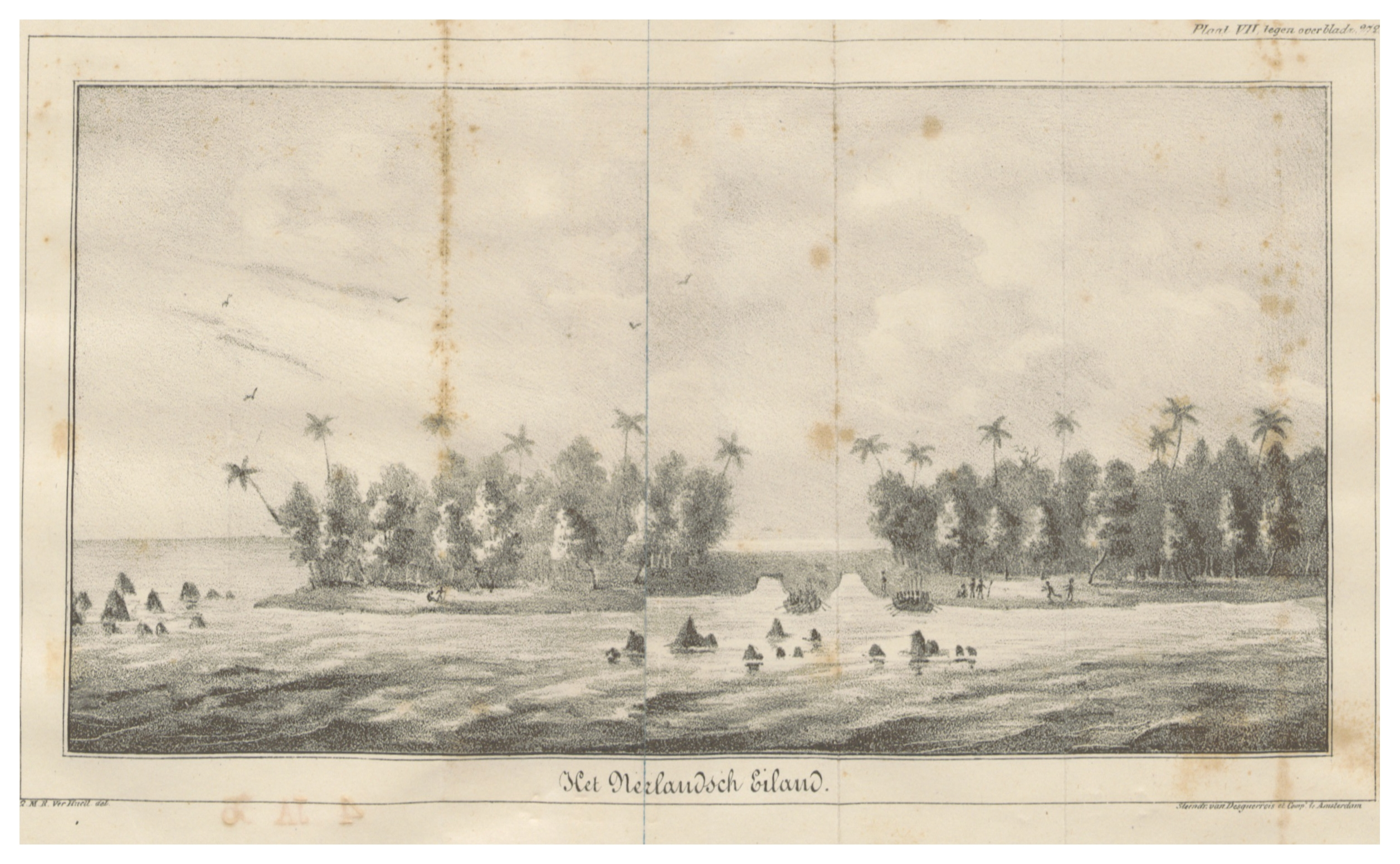
Vista de Fenua Tapu, atolón de Nui
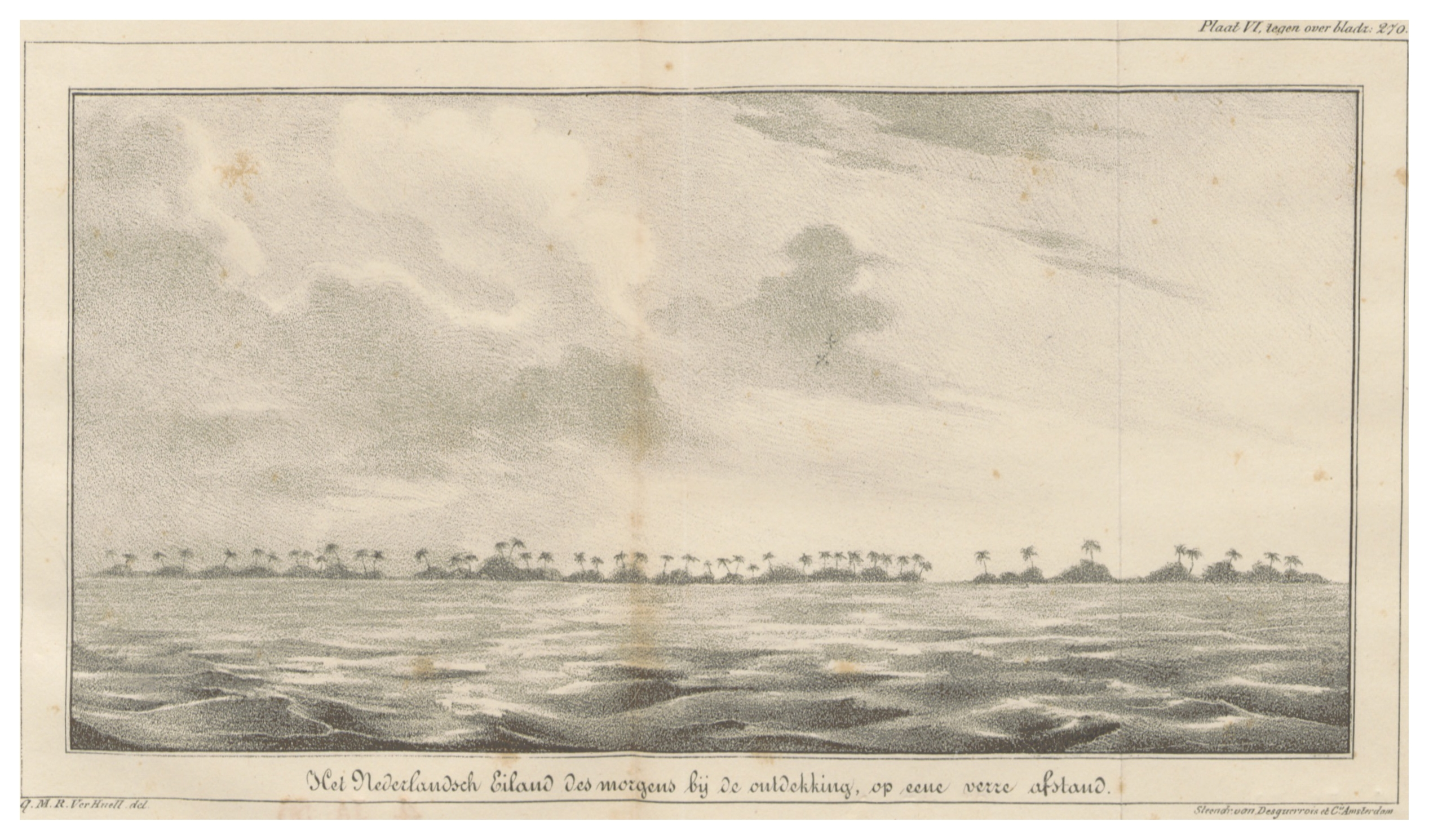
Vista del atolón de Nui

### 1901 a 1977

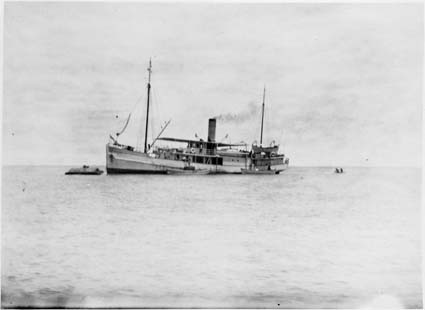
Barcos de la Colonia de las islas Gilbert y Ellice del vapor del gobierno (30 de abril de 1909)

| Fecha                      | Evento |
| -------------------------- | --- |
| 1905                       | La Sociedad Misionera de Londres (LMS) estableció una escuela primaria en Motufoua en Vaitupu . Esta escuela se convirtió en la escuela secundaria Motufoua. |
| 1913                       | El primer hospital de Tuvalu se estableció en Funafuti. |
| 1916                       | La administración de la BWTP terminó y se estableció la Colonia de las Islas Gilbert y Ellice. |
| 2 de octubre de 1942       | La Infantería de Marina de los Estados Unidos aterrizó en Funafuti. El Batallón de Construcción Naval ( Seabees ) construyó el aeródromo de Funafuti, el aeródromo de Nanumea y el aeródromo de Nukufetau . Durante la Guerra del Pacífico, las bases estadounidenses actuaron como punto de apoyo durante la preparación de la Batalla de Tarawa y la Batalla de Makin que comenzó el 20 de noviembre de 1943. |
| 1947                       | Tarawa, en las islas Gilbert, se convirtió en la capital administrativa de la colonia de las islas Gilbert y Ellice. Este desarrollo incluyó el establecimiento de la escuela secundaria King George V para niños y la escuela secundaria Elaine Bernacchi para niñas. |
| 1956                       | Se organizó una Conferencia de Colonia en Marakei, a la que asistieron funcionarios y representantes de cada isla en la Colonia de las Islas Gilbert y Ellice, las conferencias se llevaron a cabo cada 2 años hasta 1962. |
| 1964                       | Se estableció un Consejo Ejecutivo para asesorar al Comisionado Residente. |
| 1965                       | Los consejos insulares se establecieron y los isleños eligieron a los concejales que luego eligieron al presidente del consejo. El funcionario ejecutivo de cada consejo local fue designado por el gobierno central. |
| 1967                       | Se introdujo una Constitución, que creó una Cámara de Representantes para la Colonia de las Islas Gilbert y Ellice que comprendía 7 funcionarios designados y 23 miembros elegidos por los isleños. Las Islas Ellice eligieron a 4 miembros de la Cámara de Representantes. La Constitución de 1967 también estableció el Consejo de Gobierno.                                                                  |
| 1971                       | En 1971 se introdujo una nueva Constitución, que disponía que cada una de las islas Ellice (excepto Niulakita) eligiera un representante en la Cámara de Representantes. |
| 21 y 22 de octubre de 1972 | Funafuti resultó gravemente dañada por el ciclón Bebe. |
| 1974                       | El gobierno ministerial se introdujo en la Colonia de las Islas Gilbert y Ellice mediante un cambio a la Constitución. |
| Diciembre de 1974          | Se celebró un referéndum de autodeterminación para determinar si las islas Gilbert y Ellice deberían tener cada una su propia administración. |
| 1975                       | Los estudiantes que asistían a escuelas en Tawara fueron transferidos a la escuela secundaria Motufoua . |
| 1975                       | El Hospital Princess Margaret se completó con la financiación proporcionada por Nueva Zelanda . |
| 1 de enero de 1976         | La colonia de las islas Gilbert y Ellice dejó de existir y surgieron las colonias británicas separadas de Kiribati y Tuvalu. |

### 1978 al 2000
| Fecha                              | Evento |
| ---------------------------------- | --- |
| 1 de octubre de 1978               | Tuvalu se volvió completamente independiente dentro de la Commonwealth . |
| 1978                               | Tuvalu para el Todopoderoso (Tuvalu mo te Atua) fue adoptado como el himno nacional de Tuvalu. La letra y la música fueron compuestas por Afaese Manoa.                                                                                             |
| 1978                               | El Instituto de Capacitación Marítima de Tuvalu se estableció para capacitar a los hombres de Tuvalu para el empleo en la navegación mercante. |
| 1979                               | El equipo nacional de fútbol de Tuvalu jugó partidos internacionales en los Juegos del Pacífico Sur de 1979, celebrados en Fiyi. |
| 1986                               | La Constitución de Tuvalu que se aprobó tras la independencia se revisó para que abordara las costumbres y tradiciones de Tuvalu, así como las aspiraciones y valores del pueblo de Tuvalu.                                                         |
| 30 de enero y 1 de febrero de 1990 | El ciclón Ofa tuvo un gran impacto en Vaitupu con la destrucción de alrededor del 85% de las casas residenciales, árboles y cultivos alimentarios.                                                                                                  |
| 3 al 14 de junio de 1992           | Tuvalu participó en la Cumbre de la Tierra, Conferencia de las Naciones Unidas sobre Medio Ambiente y Desarrollo (CNUMAD), también conocida como Cumbre de Río o Conferencia de Río, celebrada en Río de Janeiro .                                  |
| Octubre de 1994                    | Lancha patrullera clase Pacífico (HMTSS Te Mataili) proporcionada a Tuvalu por Australia en el marco del Programa de lanchas patrulleras del Pacífico para su uso en vigilancia marítima y patrulla pesquera y para misiones de búsqueda y rescate. |
| Enero de 1996                      | La bandera de Tuvalu se cambió para eliminar la Union Jack, del cantón superior izquierdo de la bandera, sin embargo, la bandera de Tuvalu volvió al diseño anterior en abril de 1997.                                                              |
| 1998                               | Tuvalu participó por primera vez en los Juegos de la Commonwealth cuando un levantador de pesas asistió a los juegos celebrados en Kuala Lumpur .                                                                                                   |
| 1999                               | El Área de Conservación Funafuti fue creada para la conservación de la biodiversidad marina y terrestre (plantas, animales y ecosistemas) dentro del área protegida.                                                                                |
| 17 de septiembre de 2000           | Tuvalu se convirtió en el miembro número 189 de las Naciones Unidas . |

Bandera de las islas Gilbert y Ellice, de las que Tuvalu formaba parte.
Bandera del Territorio de Tuvalu entre el 1 de octubre de 1976 y el 1 de octubre de 1978.
Bandera de Tuvalu desde el 1 de octubre de 1978 al 1 de octubre de 1995.
De octubre a diciembre de 1995, Tuvalu cambió ligeramente la bandera, reduciendo el número de estrellas en una (la bandera era una insignia de color azul claro).
Bandera de Tuvalu entre enero de 1996 y el 11 de abril de 1997.

### 2001 al presente
| Fecha                   | Evento |
| ----------------------- | --- |
| 2003                    | El edificio que ahora ocupa el Hospital Princess Margaret se completó con el edificio financiado por Japón . |
| 30 de abril de 2008     | Los tuvaluanos rechazaron un referéndum constitucional que proponía reemplazar a la reina de Tuvalu, con un presidente electo como jefe de Estado . |
| 2008                    | Tuvalu participó en los Juegos Olímpicos y envió a tres atletas a los Juegos Olímpicos de Verano en Beijing para competir en el levantamiento de pesas y las carreras de 100 metros masculinos y femeninos. |
| 2012                    | Tuvalu participó en los Juegos Olímpicos y envió a sus tres mejores atletas a los Juegos Olímpicos de Verano en Londres para competir en el desafío de levantamiento de pesas y en sprints de 100 metros tanto masculinos como femeninos.                                                                                    |
| Septiembre 2013         | Tuau Lapua Lapua ganó la primera medalla de oro de Tuvalu en los Mini Juegos del Pacífico de 2013, cuando ganó la medalla de oro en levantamiento de pesas en el arranque de 62 kilogramos masculino. (También ganó el bronce en la limpieza y el tirón, y obtuvo la medalla de plata en general para el evento combinado. ) |
| 5 de septiembre de 2013 | Tuvalu firmó la Declaración de Majuro, que es una iniciativa del Foro de las Islas del Pacífico y que tiene como objetivo provocar una “nueva ola de liderazgo climático” y destacar el impacto del cambio climático en el Océano Pacífico .                                                                                 |
| Julio de 2015           | Telupe Iosefa ganó la primera medalla de oro de Tuvalu en los Juegos del Pacífico en el powerlifting 120 kg división masculina. |
| Diciembre de 2015       | Tuvalu participó en la Conferencia de las Naciones Unidas sobre el Cambio Climático de 2015 (COP21) en la que los países participantes acordaron hacer todo lo posible para mantener el calentamiento global "muy por debajo de los 2 grados C".                                                                             |
| 2016                    | Etimoni Timuani fue el único representante de Tuvalu en los Juegos Olímpicos de Verano de 2016 en el evento de 100 metros . |
| Junio de 2017           | Tuvalu firmó el Acuerdo del Pacífico para estrechar las relaciones económicas (PACER). |